# Buzinovskaya
Buzinovskaya (en ruso: Бузиновская) es una stanitsa del raión de Výselki del krai de Krasnodar, en Rusia. Está situada en la orilla izquierda del río Buzinka, en su confluencia con el Beisug, 12 km al nordeste de Výselki y 90 km al nordeste de Krasnodar, la capital del krai. 
Es cabeza del municipio Buzinovskoye.

## Historia
La localidad fue fundada en 1878.

## Transporte
Cuenta con una estación (Buzinka) en la línea Krasnodar-Tijoretsk